# Hadsund Egnssamling
Hadsund Egnssamling eller Hadsund Egnsmuseum, er et kulturhistorisk museum i Hadsund. Siden 2004 har det været en del af Nordjyllands Historiske Museum. Hadsund Egnssamling ligger i Rosendalsgården ved Hadsund Dyrehave. Museet fortæller om egnens historie siden reformationen i 1536. Siden 1975 har gården været indrettet som museum. Hadsund Egnssamling har fælles adresse med Møllehistorisk Samling, der også er en afdeling af Nordjyllands Historiske Museum, der beskæftiger sig med de gamle vand- og vindmøller.
Den 1. januar 1976 fusionerede museet med Als Hjemstavnsmuseum i Als. Hadsund Egnssamling fusionerede 1. januar 2004 med Aalborg Historiske Museum og Hals Museum. Efter fusionen blev Als Hjemstavnsmuseum nedlagt på grund af for få besøgende. Museumsbygningen i Als blev ryddet. Nogle effekter blev kørt til Hadsund, men størstedelen blev kørt til et nyopført magasin.

## Beliggenhed
Museet ligger i den nordlige del af Hadsund, ganske få km fra midtbyen. Lige bag museet ligger Rosendalssøen og Hadsund Dyrehave der en en lille grøn oase med dådyr, sika og geder.
Adgang med bil sker østfra via Gl. Visborgvej, Rosendals Alle, sydfra via Nørregade, Rosendalsvej.

## Nye forhold
I foråret 2015 fik Møllehistorisk Samling og Hadsund Egnssamling donation på 2,5 millioner kroner fra A.P. Møller og Hustru Chastine Mc-Kinney Møllers Fond.
Projektet omfatter en ny tilbygning på 125 m2 med nyt fælles indgangsparti for de to udstillinger, der deler samme adresse på Rosendals Allé. Den nye bygning kommer til at rumme en ny reception og museumsbutik, undervisnings- og foredragssal, kontor og toiletter, herunder et handicaptoilet. Endelig skal gårdspladsen omlægges, hvilket vil øge tilgængeligheden for handicappede.
Gårdspladsen med brosten er erstattes af en, funktionel museumshave med egen identitet og struktur, som skaber sammenhæng.
Den nye gårdsplads, er designet af landskabsarkitekt Hanne Egebjerg, rummer bl.a. en ”leg- og lær” plads med vejrbestandige vandrender og små vandhjul, som børn kan eksperimentere med.

## Udstillinger og arrangementer
Museet formidler de perioder af Sydøsthimmerlands historie, der har sat spor på egnen nemlig renæssancen, tiden umiddelbart efter landboreformerne, Hadsund den nye by og industrialiseringen i 1970'erne.
I 2014 blev der udarbejdet en udstilling om skolerne i den gamle Hadsund Kommune i anledning af, at det i 2014 var 200-året for folkeskoleloven af 1814.
Hadsund Egnssamling tilbyder også forskellige foredrag og arrangementer, julestue og gammeldags marked.
Hadsund Egnssamling har udstillinger, der fortæller om de perioder af Hadsund områdets historie, der har haft afgørende betydning for dannelsen af det lokalsamfund, vi kender i dag:
- Det er renæssancen, der med sin blomstrende glas-, salt- og kalkfremstilling skaffede rigdom til området, men som også betød forhuggelse af skovene.
- Det er de store landbrugsreformers tid, der med udskiftning og udflytning radikalt ændrede kulturlandskabet.
- Det er perioden 1890-1920, hvor Hadsund udviklede sig fra en ubetydelig handelsplads til stationsby.
- Og det er 1960'erne og 70'erne, hvor Hadsund oplevede sit industrielle og økonomiske boom.
- Mini bromodel af den gamle bro med svingparti og den nye klapbro.

## Historie
I 1962 blev der stiftet en museumsforening, valgt en bestyrelse samt givet tilsagn om huset i Vestergade 15, der ville blive til rådighed. Indtil da var effekterne, der var samlet af en familie i Hadsund, opbevaret flere steder i Hadsund. Bestyrelsen fandt et lokale, hvor alle effekterne kunne samles. Sognerådsformand Jens Rask var til stor hjælp, da han stillede det gamle Sprøjtehus til Vandtårnet til rådighed. Museet blev indviet den 2. oktober 1962. I 1967 blev det halve af huset Vestergade 15 stillet til rådighed for museet.
I 1966 medvirkede museet ved udgravninger af de første glashytter i Danmark på en mark i Glargårde nord for Hadsund.

### Vestergade
I efteråret 1967 var udstillingen blevet flyttet fra Sprøjtehuset til Vestergade 15. Den 2. oktober 1967 blev det nye museum indviet. I 1967 blev der fremlagt en plan for Hadsund Kommune så kommunen skulle købe Rosendalsgården og udleje den til Hadsund Egnsmuseum. Kommunen ville købe Rosendalsgården og give tilsagn om at museumsforeningen kunne leje bygningerne for 1 krone om året. Museumsforeningen skulle selv stå for vedligeholdelsen af bygningerne. Sidst i 60'erne gik museet helt i stå, der blev ikke holdt bestyrelsesmøder sidst i 60'erne.
I 1970 blev Hadsund Kommune (1937-1970) sammenlagt med Als Kommune og blev til Hadsund Kommune (1970-2006) i den anledning havde byen fået en ny borgmester, Tage Jespersen. Borgmesteren blev inviteret med til et møde, hvor museumsforening håbede på at der komme i gang med museet igen. I foråret 1971 blev den anden del af huset i Vestergade 15 ledigt. I juli 1971 åbnede museet igen.

### Rosendalsgården
I 1972 blev planen med Rosendalsgården fra 1967 endelig til virkelighed, da Hadsund Egnsmuseum lejede bygningerne af Hadsund Kommune. Museet lejede bygningerne, der tidligere havde været farveri og spinderi og bestod af et stuehus med paptag lagt oven på et spåntag. Dertil hørte også en vinkelbygning med pandepladetag. Dermed stod museet nu over for omfattende reparationer.
Rosendalsgården havde fra 1962 til 1972 været ejet af Aars Jern & Stål. Stuehuset var meget forfaldent og uden en eneste hel rude. Bygningerne var blevet brugt som lager. Før Aars Jern & Stål i 1962 overtog bygningerne, var gården i drift og i stalden var der hønseri. Mange store gaver blev givet til museet af fabrikant Harald Gade i København, der var født i Hadsund. Museet modtog kr. 200.000, som skulle bruges til restaurering af Rosendalsgaarden.
Renoveringen af stuehuset begyndte kort tid efter, og det gamle paptag blev udskiftet med et nyt eternittag med udhæng, og murværket blev sandblæst udvendigt samt malet med plastikmaling. Vinduer og udvendige døre blev også skiftet.

## Besøgstal
- 2011 - 2.493.[16]
- 2012 - 1.556.[17]
- 2013 - 2.186.[18]
- 2014 - 2.382.[19]
- 2015 - 1.103.[20]
- 2016 - 2.248.[21]
- 2017 - 1.098.[22]

## Ekstern henvisninger
- Wikimedia Commons har flere filer relateret til Hadsund Egnssamling
- Nordjyllands Historiske Museum
- Hadsund – fra ladested til industriby, af Vibeke Foltmann m.fl., udgivet af Sparekassen Hadsund 1983, ISBN 87-982081-2-8
- Lise Andersen, Erling Gammelmark og Heino Wessel Hansen, Hadsund – en by bliver til, Hadsund Egns Museum 2004. ISBN 87-988211-1-3
- Aase M. Pedersen Livet omkring en bro, Hadsund Bogtrykkeri/Offset Aps. ISBN 87-981494-2-3
- Lise Andersen Foreningsliv i Hadsund 1884-1994, udgivet af Hadsund Håndværker og Borgerforening 1994. ISBN 87-984925-0-0